# In the Shadow of Disgrace
In the Shadow of Disgrace è un cortometraggio muto del 1914 scritto e diretto da Richard Ridgely.

## Produzione
Il film fu prodotto dalla Edison Company.

## Distribuzione
Distribuito dalla General Film Company, il film - un cortometraggio in due bobine - uscì nelle sale cinematografiche statunitensi il 10 luglio 1914.